# Enrico Manfrini
Enrico Manfrini (Lugo, 27 marzo 1917 – Milano, 16 maggio 2004) è stato uno scultore e incisore italiano.

## Biografia
Studiò all'Accademia di Bologna, dove strinse amicizia con il compagno di studi Cesarino Vincenzi, anch'egli scultore: i due ebbero una reciproca influenza artistica positiva. Successivamente Manfrini si trasferì all'Accademia di Belle Arti di Brera presso la cattedra dello scultore Francesco Messina, di cui, al conseguimento del diploma, diventò assistente per un quarto di secolo, succedendo infine al suo maestro nell'insegnamento e conservando la cattedra fino al 1984.
Fu membro dell'Accademia Clementina di Bologna e dell'Accademia di San Luca a Roma. Fece parte del Consiglio Superiore del Ministero delle Belle Arti sotto il governo Spadolini. Nel 1983 fu insignito del titolo di Commendatore della Repubblica Italiana. Fu anche nominato Cavaliere di Gran Croce dell'Ordine di San Gregorio Magno.
Autore di numerose opere monumentali (per esempio, la Porta della Glorificazione di Maria della Cattedrale di Siena del 1958), instancabile lavoratore, la sua opera spazia dal monumento ai caduti per la città di Busto Arsizio (1951) a quello a papa Giovanni XXIII, collocato nel Santuario della Madonna del Bosco di Imbersago (1962). La sua presenza è ben visibile nella cappella privata di papa Paolo VI di cui ha eseguito l'altare, il crocifisso e la porta bronzea. Fu definito lo "scultore dei Papi" perché, nella sua lunga carriera, ebbe occasione di ritrarre tutti i Papi succedutisi sul soglio pontificio, da Pio XII (il cui busto è conservato nella Cattedrale di San Patrizio a New York) sino a Giovanni Paolo II.
Condivise l'alta umanità di papa Roncalli e di papa Montini, che posarono direttamente per lui. L'impegno maggiore dell'artista è senz'altro costituito da grandi porte e portali di chiese, tra le quali, oltre alla già citata porta del Duomo di Siena, la porta bronzea della Chiesa dedicata a San Paolo a Damasco, la porta bronzea della Cattedrale di Troia (1971), la porta del Duomo di Cava dei Tirreni, un grande pannello per la facciata e le tre porte della Cattedrale di St. Mary a San Francisco, in California, unitamente ad altre opere all'interno della chiesa (primi anni '70), le tre porte della Cattedrale di San Nicolò a Lecco (1975), un pannello bronzeo raffigurante la Madonna col Bambino fra i SS. Gioachimo, Anna, Antonio di Padova e Rita da Cascia nella chiesa di San Gioachimo a Milano e, infine, la porta di San Paolo fuori le mura a Roma (inaugurata nel 2000, quando lo scultore aveva già 83 anni). Sua è anche la statua della Maternità nel Parco della Mamma a Tordibetto di Assisi, commissionata dal parroco don Otello Migliosi nel 1970, in occasione del quattordicesimo anniversario dell'istituzione della festa.

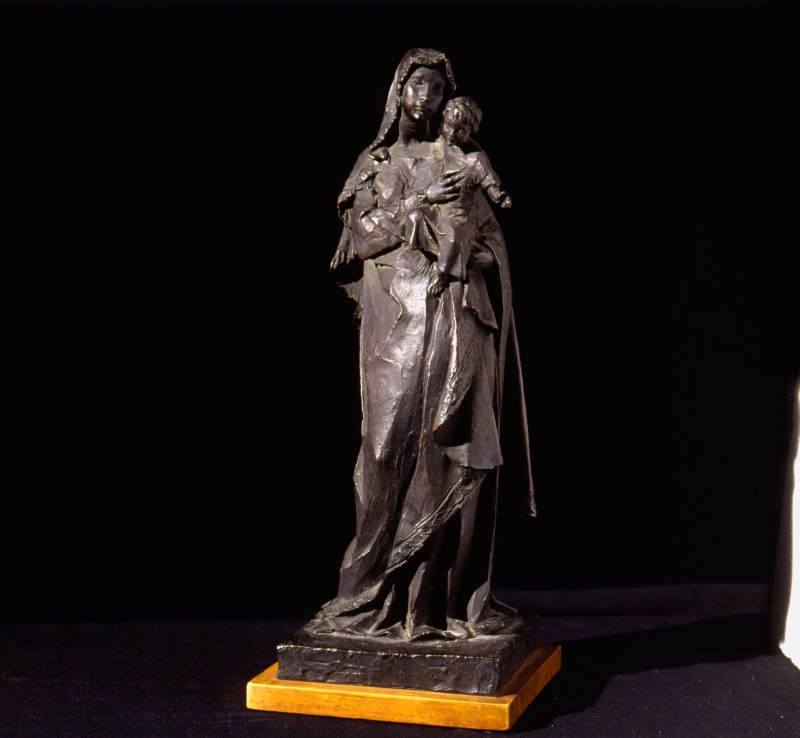
Enrico Manfrini, Madonna con Bambino (1963 ca.), Collezioni d'arte della Fondazione Cariplo

È stato anche autore di un notevolissimo numero di medaglie commemorative e di monete che hanno segnato le tappe più significative dei pontificati, da Pio XII a Giovanni Paolo II. Sono da attribuirgli anche un ingente numero di ritratti, Vie Crucis e placche bronzee., in gran parte di soggetto religioso; di grande interesse le opere realizzate durante il papato di Paolo VI. Un mezzobusto in bronzo della Madonna col Bambino si conserva nella chiesa Matrice di Tuglie (Lecce), dono del pittore tugliese Cosimo Sponziello (1915-2005), amico dello scultore.

Sono sua opera anche l'anello del pescatore, scelto da papa Francesco all'inizio del suo pontificato e l'anello rappresentante Cristo tra i Santi Pietro e Paolo che Papa Benedetto XVI indossò nei giorni successivi alla sua rinuncia.
Morì nel 2004; è sepolto nel cimitero monumentale di Lugo.